# Plan de Beneficios en Salud
El Plan de Beneficios en Salud, (por sus siglas llamado también como: PBS), antiguamente llamado Plan Obligatorio de Salud (POS), es el conjunto de servicios de atención en salud a los que tiene derecho un usuario en el Sistema General de Seguridad Social en Salud de Colombia, SGSSS, cuya finalidad es la protección de la salud, la prevención y curación de enfermedades, el suministro de medicamentos para el afiliado y su grupo familiar y está complementado con el reconocimiento de prestaciones económicas en caso de licencia de maternidad. 
Los afiliados a los regímenes especiales exceptuados del SGSSS como son los miembros de las fuerzas armadas, los miembros del magisterio y empleados de Ecopetrol tiene un plan de salud diferente.

## Servicios

### PBS del Régimen contributivo
El plan vigente en el 2014 es el definido por el Ministerio de Salud y Protección Social mediante la Resolución 5521 de 2013 que reemplazó al Acuerdo 029 expedido por la Comisión de Regulación en Salud (CRES). Es un listado de actividades, procedimientos e intervenciones en salud y servicios hospitalarios, así como medicamentos para atención de toda y cualquier condición de salud, enfermedad o trauma para usuarios de cualquier edad afiliados en el régimen contributivo. Así mismo la Resolución 5521 de 2013 define cuales procedimientos y medicamentos no están cubiertos en el POS. (Ver: Exclusiones explícitas).

### PBS del Régimen Subsidiado
A partir del 1 de julio de 2012 todos los afiliados en el Régimen Subsidiado, tienen derecho al mismo Plan Obligatorio de Salud, es decir las actividades, procedimientos e intervenciones y medicamentos, que en el Régimen Contributivo de Salud. Así culmina la unificación de planes de beneficios en el Sistema General de Seguridad Social en Colombia- SGSSS-, prevista por la ley y en las órdenes de la Corte Constitucional y todos los afiliados en el SGSSS tiene la misma cobertura de servicios en salud independientemente de su capacidad económica y sin importar el régimen al que estén afiliados. (Ver: Unificación del POS)

### Coberturas generales
- Programas de prevención de enfermedades.
- Atención de Urgencias de cualquier orden, es decir, necesidades que requieren atención inmediata.
- Consulta médica general y especializada en cualquiera de las áreas de la medicina.
- Consulta y tratamientos odontológicos (excluyendo ortodoncia, periodoncia y prótesis dental).
- Exámenes de laboratorio y Rayos X.
- Hospitalización y cirugía y procedimientos quirúrgicos y no quirúrgicos descritos en el Anexo 2 de la Resolución 5521 de 2013, en todos los casos en que se requiera.
- Consulta médica en psicología, optometría y terapias.
- Medicamentos esenciales en su denominación genérica.
- Atención integral durante la maternidad, el parto y al recién nacido.
- Atención con tratamientos de alto costo para enfermedades catastróficas que son aquellas que representan una alta complejidad técnica en su manejo, alto costo, baja ocurrencia y bajo costo efectividad en su tratamiento. Se incluyen las siguientes:
  - Tratamiento con radioterapia y quimioterapia para el cáncer.
  - Diálisis para insuficiencia renal crónica, trasplante renal, de corazón, de médula ósea, trasplante de hígado y trasplante de córnea.
  - Tratamiento para el VIH-SIDA y sus complicaciones.
  - Tratamiento médico quirúrgico para el trauma mayor.
  - Reemplazos articulares.
  - Tratamiento quirúrgico para enfermedades del corazón y del sistema nervioso central.
  - Terapia en unidad de cuidados intensivos.
  - Tratamiento quirúrgico para enfermedades de origen genético o congénito.

### Cobertura de medicamentos
El manual de medicamentos y terapéutica del POS está consignado primordialmente en el Anexo 1 de la Resolución 5926 de 2014, que contiene la lista de medicamentos esenciales que está cubierto por el POS. Allí se describe cada medicamento en términos genéricos es decir con código ATC, nombre del principio activo según Denominación Común Internacional, forma y concentración farmacéuticas. Las normas vigentes señalan que para su formulación por parte del médico la receta deberá incluir el nombre del medicamento en su presentación genérica, la presentación y concentración del principio activo, la vía de administración y la dosis tiempo respuesta máxima permitida, la que no podrá sobrepasarse salvo que la EPS lo autorice. 
Las EPS deben garantizar la continuidad y el despacho de los medicamentos formulados. Es posible que el afiliado excepcionalmente acceda a un medicamento que no se encuentre en el manual previa aprobación de un comité técnico científico que es conformado por un representante de la EPS, uno del prestador del servicio de Salud y un representante de los usuarios. Por lo menos uno de ellos deberá ser médico.

### Cobertura de procedimientos y dispositivos
La cobertura de procedimientos quirúrgicos y no quirúrgicos está descrita en el Anexo 2 de la Resolución 5521 de 2013. La cobetura de dispositivos, así como de equipos o instrumental está supeditada a la cobertura del procedimiento en que sean necesarios.

### Exclusiones explícitas del POS
Según los artículos 129 y 130 de lA Resolución 5521 de 2013, el POS no cubre:
EXCLUSIONES GENERALES:
1. Tecnologías en salud consideradas como cosméticas, estéticas, suntuarias o de embellecimiento, así como la atención de sus complicaciones, salvo la atención inicial de urgencias.
2. Tecnologías en salud de carácter experimental o sobre las cuales no exista evidencia científica, de seguridad o efectividad, o que no hayan sido reconocidas por las autoridades nacionales competentes.
3. Tecnologías en salud que se utilicen con fines educativos, instructivos o de capacitación durante el proceso de rehabilitación social o laboral.
4. Tecnologías en salud que tengan alertas de seguridad o falta de efectividad que recomienden su retiro del mercado, de acuerdo con la normatividad vigente.
5. Tecnologías en salud cuya finalidad no sea la promoción de la salud, prevención, diagnóstico, tratamiento, rehabilitación o paliación de la enfermedad.
6. Bienes y servicios que no correspondan al ámbito de la salud.

EXCLUSIONES ESPECÍFICAS. Para el contexto del Plan Obligatorio de Salud debe entenderse como exclusiones de cobertura aquellas prestaciones que no serán financiadas con la Unidad de Pago por Capitación –UPC- y son las siguientes:
1. Cirugía estética con fines de embellecimiento y procedimientos de cirugía plástica cosmética, o suntuaria. 
2. Cirugías para corrección de vicios de refracción por razones estéticas.
3. Tratamientos nutricionales con fines estéticos. 
4. Tratamientos para la infertilidad.
5. Tratamientos o curas de reposo o del sueño. 
6. Medias elásticas de soporte, corsés o fajas, sillas de ruedas, plantillas y zapatos ortopédicos, vendajes acrílicos, lentes de contacto, lentes para anteojos con materiales diferentes a vidrio o plástico, filtros o colores y películas especiales.
7. Dispositivos, implantes, o prótesis, necesarios para tecnologías en salud no cubiertas en el POS según el presente acto administrativo. 
8. Medicamentos y dispositivos médicos cuyas indicaciones y usos respectivamente no se encuentren autorizados por la autoridad competente. 
9. Tecnologías o tratamientos experimentales para cualquier tipo de enfermedad.
10. Tecnologías en salud (medicamentos y dispositivos) sobre las cuales el INVIMA como autoridad competente haya recomendado su retiro del mercado o no haya sido reconocida por las autoridades competentes. Tecnologías en salud sobre la cual no exista evidencia científica, de seguridad o costo efectividad o que tengan alertas de seguridad o falta de efectividad que recomienden su retiro del mercado, de acuerdo con la normatividad vigente.
11. Tecnologías en salud cuya finalidad no sea la promoción de la salud, prevención, diagnóstico, tratamiento, rehabilitación o paliación de la enfermedad
12. Trasplante de órganos e injertos biológicos diferentes a los descritos en el presente acto administrativo.
13. Tratamiento con psicoanálisis. 
14. Tratamientos de periodoncia, ortodoncia, implantología, dispositivos protésicos en cavidad oral y blanqueamiento dental en la atención odontológica, diferentes a los descritos en el presente acto administrativo. 
15. Tratamiento con fines estéticos de afecciones vasculares o cutáneas. 
16. Tecnologías en salud para la atención de pacientes con enfermedades crónicas, degenerativas, carcinomatosis, traumáticas o de cualquier índole en su fase terminal, o cuando para ellas no existan posibilidades de recuperación, salvo lo dispuesto para la atención paliativa en el presente acto administrativo.
17. Tecnologías de carácter educativo, instructivo o de capacitación, que se lleven a cabo durante el proceso de rehabilitación social o laboral y no corresponden al ámbito de la salud aunque sean realizadas por personal del área de la salud.
18. Pañales para niños y adultos. 
19. Toallas higiénicas.   
20. Artículos cosméticos. 
21. Suplementos o complementos vitamínicos, nutricionales o nutracéuticos, salvo excepciones expresas en la norma. 
22. Líquidos para lentes de contacto.  
23. Tratamientos capilares. 
24. Champús de cualquier tipo. 
25. Jabones. 
26. Cremas hidratantes o humectantes.  
27. Cremas antisolares o para las manchas en la piel.  
28. Medicamentos para la memoria. 
29. Edulcorantes o sustitutos de la sal. 
30. Cubrimiento de cualquier tipo de dieta en ámbitos no hospitalarios, salvo lo señalado expresamente en el presente acto administrativo. 
31. Enjuagues bucales y cremas dentales.  
32. Cepillo y seda dental. 
33. La internación en instituciones educativas, entidades de asistencia o protección social tipo hogar geriátrico, hogar sustituto, orfanato, hospicio, guardería o granja protegida, entre otros.
34. Los procedimientos conexos y las complicaciones que surjan de las atenciones en los eventos expresamente excluidos.
35. La atención en los servicios de internación en las unidades de cuidados intensivos, intermedios o quemados de pacientes en estado terminal de cualquier etiología, según criterio del profesional de la salud tratante. 
36. La atención en los servicios de internación en las unidades de cuidados intensivos, intermedios o quemados de pacientes con diagnóstico de muerte cerebral, salvo proceso en curso de donación de sus órganos, que estará a cargo de la Entidad Promotora de Salud del receptor.
37. La atención financiada con recursos diferentes a los del POS y bienes y servicios que no correspondan al ámbito de la salud.
38. Traslados y cambios de lugar de residencia por condiciones de salud, así sean prescritas por el médico tratante.
39. Prestaciones de salud en instituciones no habilitadas para tal fin dentro del sistema de salud. 
40. Atenciones de balneoterapia.
41. Atención que corresponda a un interés particular sin indicación médica previa (chequeos ejecutivos).
42. Tratamientos realizados fuera del territorio colombiano.
43. Necropsias y peritajes forenses y aquellas que no tengan una finalidad clínica.
44. Servicios funerarios, incluyendo el traslado de cadáver.

## Actualizaciones del POS
Según la Ley 1438 de 2011 en su artículo 25, "El Plan de Beneficios deberá actualizarse integralmente una vez cada dos (2) años atendiendo a cambios en el perfil epidemiológico y carga de la enfermedad de la población, disponibilidad de recursos, equilibrio y medicamentos extraordinarios no explícitos dentro del Plan de Beneficios." y "...deberá actualizarse de manera integral antes del primero (1°) de diciembre de 2011."
En cumplimiento de lo ordenado por la Ley, la CRES mediante el Acuerdo 029 actualizó y aclaró el POS que estaba vigente hasta diciembre de 2011 lo cual implicó el incremento importante de servicios de salud al incluir tanto actividades, procedimientos e intervenciones especializados, con lo cual este plan de beneficios es ahora más claro y beneficioso para la población cubierta según las condiciones de cada régimen antes mencionadas.
Dicha actualización con incrementos de servicios fue el resultado de estudios técnicos y financieros realizados por la CRES tuvo en cuenta para dar cumplimento a sus competencias y responsabilidades así como a las órdenes de la honorable Corte Constitucional.
El Ministerio de Salud y Protección Social en su Resolución 5521 de 2013 reitera la unificación del POS en los dos regímenes del Sistema e incluye tecnologías en los listados de procedimientos y medicamentos para dar cumplimiento a la actualización periódica ordenada por la Ley.

## Igualación del POS del régimen Subsidiado
A instancias de fallos y órdenes de la Corte Constitucional., la CRES igualó el plan de beneficios de los menores de 12 años afiliados en el Régimen subsidiado (POS-S) al del régimen contributivo a partir del 10 de octubre de 2009 y tomó la misma determinación para los menores de 18 años a partir del 26 de enero de 2010. Igualmente, mediante el Acuerdo 027 del 11 de octubre de 2011 la CRES unificó para la población mayor de 60 años las coberturas de servicios del POS en el Régimen Subsidiado con las del Régimen Contributivo.
La unificación total del POS de los dos regímenes del Sistema general de Seguridad Social en Salud de Colombia, es decir para todos los afiliados de cualquier edad, culmina cuando la CRES en mayo de 2012 emite el Acuerdo 32 por el cual iguala el POS para los afiliados en el régimen subsidiado mayores de 18 años y menores de 60 a partir del 1 de julio de 2012 con el POS del régimen contributivo.